# 주자네 클라텐
주자네 한나 우르줄라 클라텐(독일어: Susanne Hanna Ursula Klatten, 1962년 4월 28일 ~ )은 독일의 억만장자 상속녀로, 헤르베르트와 요한나 크반트의 딸이다. 2022년 1월 현재, 그녀의 순자산은 미화 234억 달러로 추산되었고, 블룸버그 억만장자 지수에 따르면 독일에서 가장 부유한 여성이자 세계에서 50번째로 부유한 사람이다.